# 白由路
白由路（1961年11月23日—），男，汉族，河南温县人，中国植物营养学家，中国农业科学院农业资源与农业区划研究所研究员，博士生导师。曾任中国植物营养与肥料学会理事长。